# Lorenzo Lorraine Langstroth
Lorenzo Lorraine Langstroth (Filadelfia, 25 dicembre 1810 – Dayton, 10 aprile 1895) è stato un pastore protestante e inventore statunitense.
Laureatosi alla Yale University nel 1831, è considerato il padre dell'apicoltura moderna, grazie alla sua invenzione del telaio mobile e al principio dello "spazio delle api", che gli permise di creare i primi alveari moderni a "Spazio Bee".